# Cristian Salazar Campos

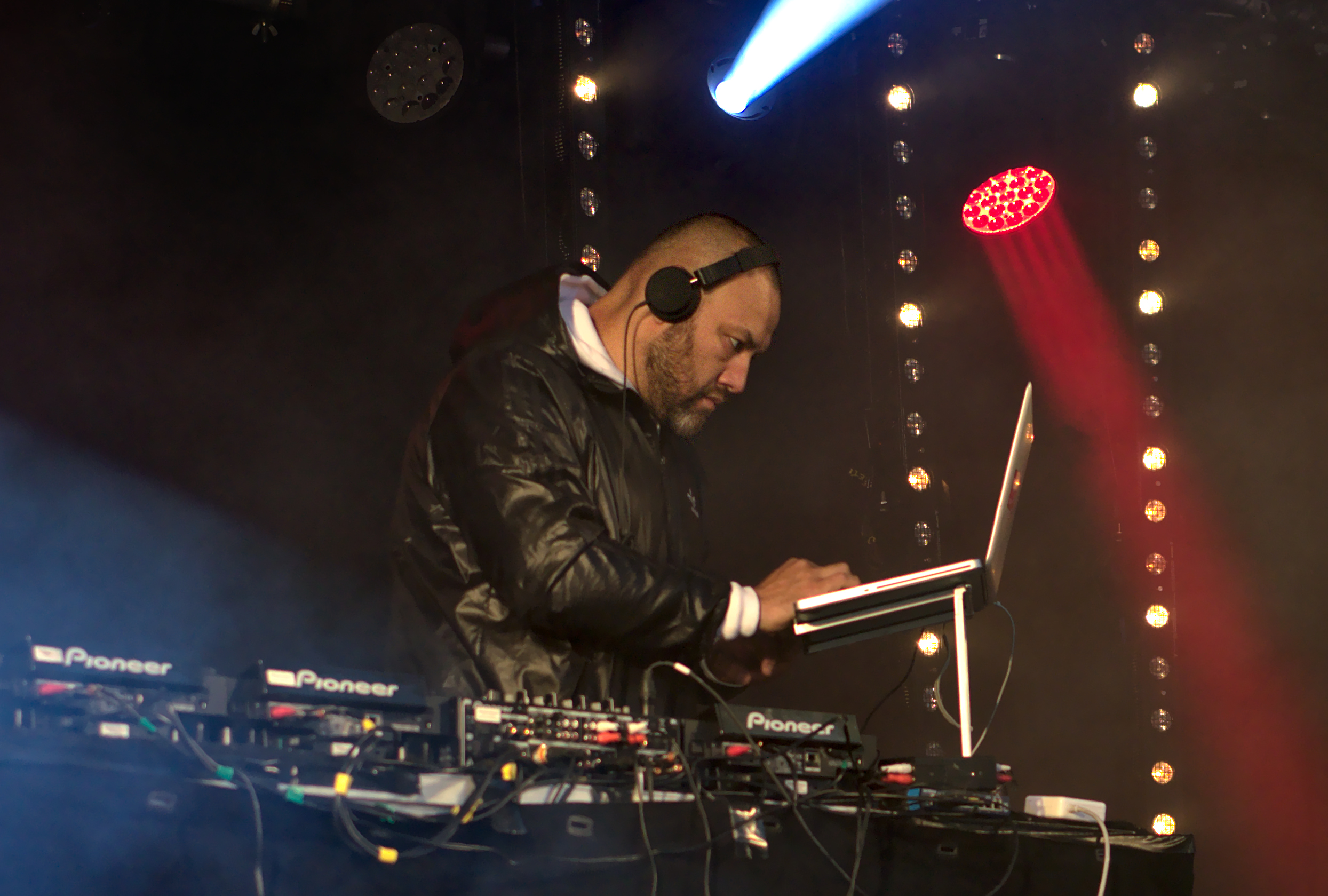
Salla vid en spelning med The Salazar Brothers på Fristadstorget i Eskilstuna.

Cristian Salazar Campos, mer känd som Salla eller DJ Salla, född 9 januari 1975 i Santiago de Chile i Chile, är en svensk musiker, DJ och musikproducent, bror till Chepe Salazar och Masse Salazar. Han var med i musikgruppen The Latin Kings, och utgör tillsammans med sina bröder producentteamet The Salazar Brothers.
Salla kom med sin familj till Sverige från Santiago de Chile 1979, och växte upp i Fittja i norra Botkyrka kommun.
2023 medverkade han i SVT-serien När hiphop tog över.